# Auenstein
Auenstein é uma comuna da Suíça, no Cantão Argóvia, com cerca de 1.445 habitantes. Estende-se por uma área de 5,68 km², de densidade populacional de 254 hab/km². Confina com as seguintes comunas: Biberstein, Möriken-Wildegg, Oberflachs, Rohr, Rupperswil, Thalheim, Veltheim.
A língua oficial nesta comuna é o Alemão.